# Calappa lophos
Calappa lophos (Herbst, 1782) è un crostaceo decapode appartenente alla famiglia Calappidae che proviene dall'Indo-Pacifico.

## Descrizione
Il carapace è liscio, più largo che lungo. La colorazione è marrone-rosata, ma sulle chele sono presenti macchie rossastre.

## Distribuzione e habitat
Proviene dall'oceano Pacifico e dall'oceano Indiano, dove è diffuso soprattutto in Tanzania, Riunione, Nuova Caledonia e Mozambico. Vive fino a 50 m di profondità in zone con fondali sabbiosi dove si può nascondere facilmente.